# Melinoides dentilinea
Melinoides dentilinea là một loài bướm đêm trong họ Geometridae.